# Untold Legends : Confrérie de l'épée
Untold Legends : Confrérie de l'épée, appelé Untold Legends: Brotherhood of the Blade en version originale américaine, est un jeu vidéo de type action-RPG, plus précisément un hack and slash, développé par Sony Online Entertainment et distribué par Activision, sortie en 2005 sur PlayStation Portable. Il se situe dans un univers heroic fantasy.

## Accueil
- Jeuxvideo.com : 13/20[1]